# Hornuss

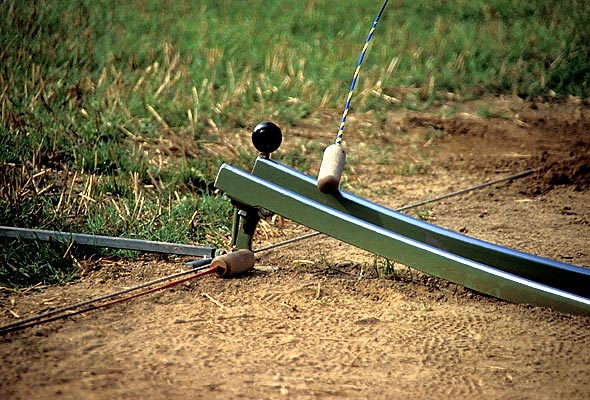
Le Hornuss sur son Bock, prêt à être frappé par le fouet.

Le hornuss est un sport traditionnel pratiqué en Suisse. 
Le principe consiste à frapper à l’aide d’un « fouet » un palet, le « hornuss » (littéralement le frelon), et à le placer hors de portée de l’équipe adverse. Le hornuss est mis en mouvement à l'aide d'une longue tige flexible dont l’extrémité glisse sur un rail. Les joueurs de l'équipe adverse doivent intercepter le hornuss à l'aide d'une palette en bois, souvent lancée en l'air. 
Il s'agit d'un sport traditionnel essentiellement pratiqué dans la partie germanophone du pays, mais il y a quelques joueurs francophones. On compte environ 5 000 actifs en 2005 répartis entre 271 sociétés. Les équipes participent aux différents championnats selon leur niveau, aux rencontres intercantonales et sont invitées, à tour de rôle, à la fête fédérale de lutte et des jeux alpestres qui a lieu tous les trois ans,.

## Historique
Pour certains, l’origine de ce sport remonte aux jeux de cannes et de paumes romano-germaniques. Pour d’autres, il s’inscrit dans la tradition d’anciens jeux campagnards comme la Mazza grisonne ou le Tsan du val d’Aoste. Seule certitude, la première mention du hornuss remonte à 1575, dans un ouvrage de l’écrivain Johann Fischart.
Ce sport est alors l’apanage de l’Emmental bernois. En 1625, un écrit officiel de cette région mentionne qu’une chorale aurait été perturbée par le bruit que faisaient les adeptes du hornuss. Les rencontres dominicales de hornuss ont été pendant près d’un siècle une pomme de discorde avec l’église qui s’indignait que l’on puisse ainsi perturber la quiétude dévolue au jour du Seigneur. Il fallut attendre 1886 pour que le Synode de l’Église du canton de Berne abroge l’interdiction de jouer le dimanche.
L'Association fédérale de hornuss est fondée en 1902.

## Organisation du jeu

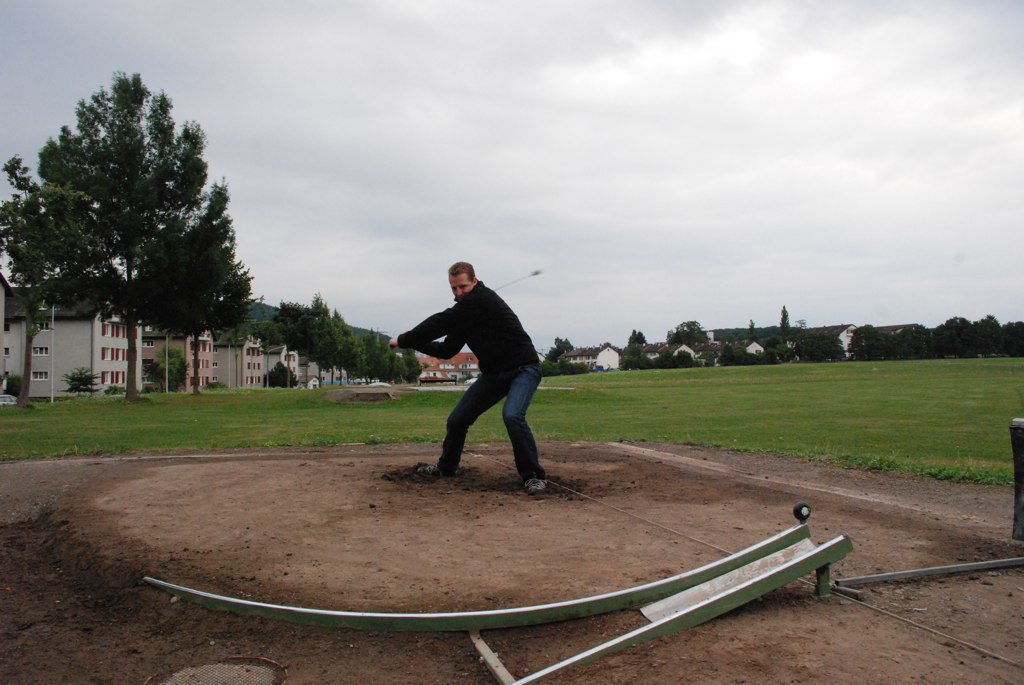
Bock et lanceur.

Chaque frappeur fait face à une équipe adverse dont le but unique est d’intercepter le hornuss à la volée. Si le hornuss atterrit sur le champ de jeu sans avoir été intercepté, l’équipe étant à l’interception est pénalisée d’un « numéro ». 
La trajectoire et la vitesse du hornuss varient selon la longueur du fouet, elles exigent des intercepteurs placés à l’avant du terrain des réactions rapides si le projectile vole bas. Les joueurs placés à l’arrière doivent faire preuve d’une bonne acuité visuelle et de talents de coureurs. L’équipe encaissant le plus petit nombre de numéros gagne, même si le nombre de points réalisés à la frappe est inférieur à celui de l’équipe adverse. Le travail défensif en commun prime sur les performances individuelles à la frappe.

### Le terrain
Il est appelé « champ ». Les progrès techniques exigent aujourd’hui[Quand ?] des aires de jeu mesurant jusqu’à 350 mètres, parfois plus. 
Le champ est subdivisé en points qualifiants la prestation du frappeur. Dans cette zone, on note les distances de frappe et les numéros tombés. En dehors du champ et dans la prolongation du champ de jeu, seule la distance est notée. 
Quelques signes conventionnels sont nécessaires au bon déroulement du jeu. Le frappeur doit signaler qu’il est prêt en donnant un coup à vide. Si un numéro est réalisé, l’arbitre le signale par un drapeau blanc, ou en brandissant une palette ou sa feuille de jeu.

### Le hornuss et son lancement

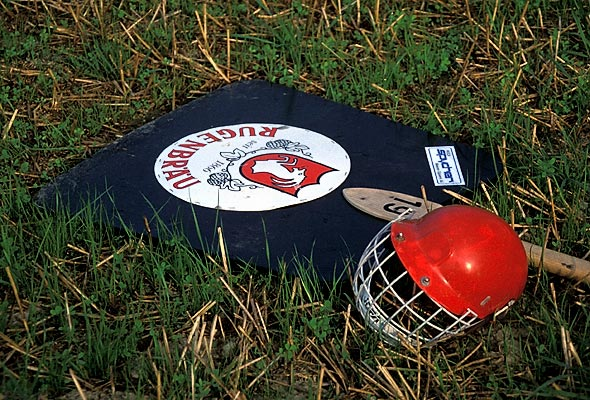
L'équipement des intercepteurs, la palette et le casque.

Le palet ou hornuss est en plastique, il pèse 78 grammes, et mesure 62 × 32 mm. La vitesse du hornuss peut atteindre 300 km/h, la distance parcourue jusqu'à 330 mètres, jusqu’à une hauteur de 70 mètres. 
Le fouet est en aluminium, fibre de verre, plastique ou encore en fibre de carbone, il mesure 2 à 3 mètres, à son extrémité se trouve une pièce en bois de hêtre ou d'érable comprimé, le « Träf », qui doit heurter le hornuss. Le fouet est guidé par un support, le « Bock », dispositif de lancement du hornuss et rail de guidage pour le Träf.

### La palette
L’outil de l’intercepteur est la « palette ». Il s'agit d'un panneau en bois collé, en frêne ou en orme, avec une couche extérieure de placage en bois de peuplier ou de saule. Il a une dimension d'environ 60 × 60 cm et pèse 4 kg environ.
Il existe également des palettes dont la surface de réception est en matière synthétique. Le casque souvent porté de nos jours protège les joueurs contre les ricochets du hornuss ou les palettes en chute libre.  Pour les jeunes, le casque est obligatoire sur le terrain.

### L’interception

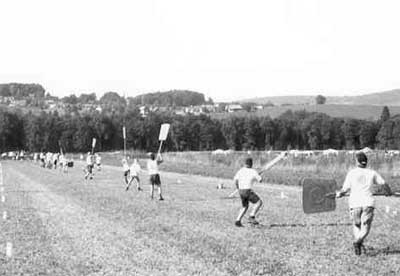
Intercepteurs.

Dès que le hornuss est lancé, les intercepteurs disposent de 4 à 8 secondes pour apprécier son vol et le stopper en vol. En courant, le joueur parcourt 30 mètres ou plus pour atteindre le point de chute prévu. Les joueurs en défense sont 16 ou 18 (selon la ligue), répartis dans le champ, les plus proches à 100 mètres, les plus éloignés à 300 mètres de la place de tir.
Le hornuss se déplace à une vitesse approximative de 180 km/h, ce qui correspond environ à 50 m/s. Les hornuss mal lancés ont une trajectoire instable et peuvent dévier subitement de leur course. Le vent, la pluie ou l’environnement influent également sur la trajectoire du projectile. Ces facteurs exigent un comportement prudent de la part de l’intercepteur.

## Terminologie
- Interception : arrêter le hornuss avec la palette
- L’intercepteur : joueur disposé sur le champ de jeu
- Le chef d’équipe : chargé de fixer le hornuss sur le bock
- Le bock : rampe de lancement du hornuss
- Le hornuss : projectile à frapper, donnant son nom au jeu ; appelé frelon en français
- Le numéro : hornuss qui n’a pas été intercepté par les joueurs
- Le point : point calculé en fonction de la distance parcourue par le hornuss non intercepté
- La palette : panneau destiné à intercepter le hornuss en plein vol
- Le fouet : outil servant à frapper le hornuss
- Le Träf : bois pressé disposé à l’extrémité du fouet et servant de propulseur
- Le champ : partie de l’aire de jeu commençant 100 mètres après l’emplacement du bock